# Peer Christopher Stanchina
Peer Christopher Stanchina (* 29. März 1945 in Salzburg) ist ein deutscher Diplomat und war von 2006 bis 2010 Botschafter an der deutschen Botschaft in Baku, Aserbaidschan.

## Leben
Peer Christopher Stanchina ist promovierter Jurist.
Nach seinem Eintritt in den Auswärtigen Dienst und einer Vorbereitungszeit für den höheren Dienst folgte von 1977 bis 1980 eine Verwendung im Generalkonsulat von Kalkutta, ab 1978 als ständiger Vertreter. Nach einer vierjährigen Dienstzeit im Auswärtigen Amt ging Stanchina für drei Jahre an die Botschaft nach London. Es folgen drei Jahre in der russischen Hauptstadt Moskau, bevor er wieder nach Bonn zurückkehrte. Als Leiter der Wirtschaftsabteilung ging er von 1993 bis 1999 ins indische Neu-Delhi. Nach vier weiteren Jahren als Referatsleiter im Auswärtigen Amt wurde Stanchina stellvertretender Exekutivdirektor bei der Europäischen Bank für Wiederaufbau und Entwicklung in London. Von 2006 bis 2010 war er Botschafter der Bundesrepublik Deutschland in Baku.
Er ist verheiratet und hat 3 Kinder sowie ein Enkelkind.
| Vorgänger        | Amt                                                          | Nachfolger     |
| ---------------- | ------------------------------------------------------------ | -------------- |
| Detlef Lingemann | Botschafter der Bundesrepublik Deutschland in Baku 2006–2010 | Herbert Quelle |

| Personendaten    | Personendaten               |
| ---------------- | --------------------------- |
| NAME             | Stanchina, Peer Christopher |
| KURZBESCHREIBUNG | deutscher Diplomat          |
| GEBURTSDATUM     | 29. März 1945               |
| GEBURTSORT       | Salzburg                    |